# Comandos Aulladores
Comandos Aulladores de Nick Fury fue una serie de cómics estadounidense publicada por Marvel Comics. Ejecutando seis números antes de su cancelación y con fecha de portada de diciembre de 2005 a mayo de 2006, la serie presentaba un equipo ficticio ambientado en el Universo Marvel, formado por personajes sobrenaturales empleados como unidad de la agencia de espionaje S.H.I.E.L.D.
El título es una obra de teatro sobre la serie Sgt. Fury y sus Comandos Aulladores de la Segunda Guerra Mundial de Marvel. Aunque el superespía héroe de Marvel, Nick Fury es el personaje del título, que sólo apareció en un cameo en el primer número.
El nombre oficial del grupo nunca se estableció en los seis números de la serie, pero se llamó Unidad de Contención Paranormal de S.H.I.E.L.D. en su única aparición, en Blade vol. 3, n.º 1 (noviembre de 2006). El mismo número estableció su apodo como los Comandos Aulladores.
Marvel volvió al concepto en 2015 con Comandos Aulladores de S.H.I.E.L.D., una serie cancelada después de seis números donde esa versión presentaba un sucesor espiritual del equipo establecido por la filial de S.H.I.E.L.D., S.T.A.K.E.

## Historial de publicaciones
Escrita por Keith Giffen durante toda su carrera, la serie se lanzó con el dibujante Eduardo Francisco para sus dos primeros números, seguido de Dan Norton para los números 3, Derec Aucoin para # 4-5 y Mike Norton para el número 6.

## Sinopsis de la trama
Un poderoso mago que afirma ser el verdadero Merlín (uno de los muchos personajes del Universo Marvel para hacer esta afirmación) escapa de una instalación de contención de S.H.I.E.L.D. llamada Warehouse. Viaja al Reino Unido, donde transforma todo el país en un reino de fantasía. Los Comandos Aulladores están encargados de detenerlo.
El equipo tiene su sede en el Área 13, una base clasificada administrada por S.H.I.E.L.D. para su programa de operaciones negra sobrenatural. También sirve como una instalación de investigación y desarrollo, que se especializa en lo sobrenatural.

## Personajes
Algunos de los personajes, incluidos Hermano Vudú y Hombre Gorila, eran personajes humanos preexistentes del superhéroe de Marvel y los cómics sobrenaturales. Otros, como Goom, Grogg y Groot, eran monstruos de cómics de ciencia ficción / fantasía antológicos Marvel anteriores a los superhéroes de fines de la década de 1950 y principios de la de 1960. Otros fueron versiones nuevas o creadas recientemente de personajes existentes.
Los siete personajes principales son:
- Frank - Frank es un clon inteligente del Monstruo original de Frankenstein. Él tiene una gran fuerza y durabilidad, así como un factor de curación.
- Hombre Gorila (Kenneth Hale) - Hale es un hombre atrapado en el cuerpo de un gorila, que le otorga una fuerza sobrehumana, resistencia y destreza además de inmortalidad. Él es un miembro de los Agentes de Atlas.
- La Momia Viviente (N'Kantu) - N'Kantu es un humano al que se le inyecta un fluido que lo hace inmortal, aunque se asemeja a un cadáver podrido. Él tiene una gran fuerza y durabilidad.
- Clay Quartermain - Quartermain es el comandante del Área 13. Se hace cargo en el primer número de Dum Dum Dugan. Más tarde, es asesinado por Doc Samson cuando descubre la identidad de Red Hulk.[3]
- Vampiro por la Noche (Nina Price) - Price es un híbrido de vampiro y hombre lobo.
- Lobo Guerrero (Vince Marcus) - Marcus es el líder del campo. Él es un hombre lobo que puede transformarse voluntariamente cada vez que Marte está en el cielo nocturno.
- Zombie (John Doe) - Doe se representa con una inteligencia normal a nivel humano, en contraste con otros personajes zombis en el universo de Marvel.

Los principales antagonistas son:
- Merlín: Merlín es uno de los muchos magos del universo de Marvel que afirma ser el verdadero Merlín.
- Tilesti del Folk: es un hada y el segundo al mando de Merlín.

Los personajes secundarios incluyen:
- Bradley Beemer - Beemer es el Jefe de Tecnología del Área 13 y está a cargo de la investigación y el desarrollo.
- Hermano Vudú (Jericho Drumm) - Drumm es un maestro de la magia vudú. Más tarde es asesinado cuando el Ojo de Agamotto es destruido.[1]
- Glob (Joseph "Joe" Timms) - Timms es un monstruo de pantano que tiene fuerza, resistencia y durabilidad sobrehumana.
- Grogg - Grogg es un dragón alado que puede disparar llamas desde sus fosas nasales. Él es utilizado como el transporte del equipo.
- Groot - Groot es un árbol sensible. Tiene una gran fuerza y durabilidad y es capaz de animar y controlar la vida de las plantas. Más tarde se convirtió en un miembro de los Guardianes de la Galaxia.
- Hellstorm (Daimon Hellstrom): Hellstrom tiene poderes místicos debido a que es mitad demonio. Actualmente es miembro del Departamento de Armamentos Ocultos de HYDRA y es uno de los Hell-Lords.
- Lilith - Lilith es la hija de Drácula y posee poderes de vampiro. Sin embargo, ella es inmune a la luz solar y no puede ser asesinada permanentemente mientras su padre está vivo.
- Buzz McMahon: McMahon es un agente de S.H.I.E.L.D. que pilotea a Grogg.
- Hombre Lobo (Jacob Russoff/Jack Russell) - La licantropía de Russoff le da velocidad sobrehumana, fuerza, agilidad y sentidos agudizados y un factor de curación. Solo aparece en el número 1, Director's Cut.

Otros personajes incluyen:
- Abominable muñeco de nieve: este muñeco de nieve abominable se describe como el verdadero muñeco de nieve abominable folklórico y no está específicamente relacionado con las otras versiones del muñeco de nieve abominable que se vieron en Marvel Comics.
- Dragoom: Dragoom es un alienígena que tiene una forma de plasma y la capacidad de controlar el fuego. Se une al equipo en el número 6.
- Goom - Goom es un extraterrestre del Planeta X que apareció por primera vez en "pre-superhéroe Marvel". Se lo ve brevemente al comienzo del número 3.
- Gorgolla: el cuerpo de Gorgolla está hecho de granito vivo, dándole una gran fortaleza y casi invulnerabilidad. Él también tiene alas que le permiten volar.
- Eso! El Coloso Viviente: Es una estatua viviente, capaz de volar y casi invulnerable.
- Hombre Anfibio - Es miembro de una raza anfibia, con fuerza sobrehumana y garras afiladas.
- Joshua Pryce - Pryce tiene habilidades mágicas. Se une al equipo en el número 6.
- Sasquatch - Este Sasquatch se describe en el número 2 como el Sasquatch folclórico real y no específicamente relacionado con el superhéroe Sasquatch de Alpha Flight o con la raza de Sasquatches revelada en la serie Alpha Flight vol. 2.

## En otros medios

### Televisión
- Los Comandos Aulladores aparecieron en la segunda temporada de Ultimate Spider-Man, episodios de "Blade" y "Los Comandos Aulladores" por el especial de Halloween. El equipo que apareció consistió en Monstruo de Frankenstein, Hombre Lobo, N'Kantu, la Momia Viviente, Hombre Cosa y un miembro adicional menor llamado Max El hombre invisible. Los Comandos Aulladores trabajaron con Blade (que más tarde reveló ser un exmiembro) y Spider-Man en la recuperación del Ankh de Tekamentep de Drácula. Posteriormente, N'Kantu más tarde resulta ser un canalla después de la adquisición del Ankh de Tekamentep que le devolvió la vida y el poder de modo que él puede conseguir incluso con Nick Fury (que N'Kantu afirmó tener a los Comandos Aulladores como parte de la colección de monstruos de S.H.I.E.L.D.). N'Kantu es bajado por los esfuerzos combinados de sus antiguos compañeros de equipo y el equipo de Spider-Man. Con la ayuda de un Hombre Cosa tamaño gigante, Spider-Man utiliza la espada de Blade para cortar el Anhk de Tekamentep alrededor del cuello de N'Kantu que vuelve de nuevo a su forma de momia. Después de la batalla, Spider-Man termina sintiendo la presencia de Max, el Hombre Invisible (que los Comandos Aulladores habían puesto a cargo de vigilar la casa de la Tía May).
- También aparecieron en la segunda temporada de Hulk and the Agents of S.M.A.S.H., episodio, "Comandos Hulkeadores", consiste nuevamente en Blade, el Monstruo de Frankenstein, el Hombre Lobo, N'Kantu la momia viviente y el Hombre Cosa. En Halloween, los Comandos Aulladores, han sido reclutados por Nick Fury para cazar a los Agentes de S.M.A.S.H. mientras estaban en dulce o truco en Salem, Massachusetts. Los Comandos Aulladores terminan ayudando a los Agentes de S.M.A.S.H. en luchar contra Dormammu y los Seres sin Mente en el momento en Dormammu estaba apuntando a un reloj de arena mágico con los poderes de la orden y el caos que se llevan a cabo en el Museo de Salem. En el episodio "Un Futuro Aplastante, Parte 3: Drácula", Hulk persigue al Líder en el año 1890 durante la época victoriana, donde se las arregla para armar a los Comandos Aulladores con el Monstruo de Frankenstein, N'Kantu la Momia Viviente y el Hombre Lobo por el abuelo de la noche para frustrar a Drácula y los planes para el dirigente de la manta a la Tierra en la oscuridad con su horno Gamma. En el episodio "Planeta Monstruo, Pt. 2", los Comandos Aulladores se encuentran entre los superhéroes que ayudan a los Agentes de S.M.A.S.H. y los Vengadores a luchar contra las fuerzas de la Inteligencia Suprema.

### Película
- Los Comandos Aulladores aparecen en la película animada de 2016 Hulk: Where Monsters Dwell. El equipo consiste en Warwolf, Hombre Cosa, la forma zombi de Jasper Sitwell, Nina Price/Vampiresa de Noche y Benito Serrano/Minotauro.

### Similares
- Creature Commandos Un equipo similar de DC Comics.